# Den Umständen Entsprechend
Den Umständen Entsprechend ist das dritte Album von ClickClickDecker. Es erschien am 30. Januar 2009 bei Audiolith Records.

## Entstehung
Nachdem Kevin Hamann ab 2007 zusammen mit Der Tante Renate als Bratze das Album Kraft und die EP Waffe veröffentlicht hatte, widmete er sich im Laufe des Jahres 2008 wieder seinem Soloprojekt ClickClickDecker.
Wie auch schon die beiden Vorgänger nahm Hamann Den Umständen Entsprechend in seiner Wohnung auf. Da er jedoch mit dem Ergebnis nicht zufrieden war, nahm er zusammen mit Tobias Bade (The Sea) und Oliver Stangl, der auch in seiner Live-Band spielt, das Album im Sommer 2008 in den 17Studios erneut auf. Somit ist Den Umständen Entsprechend das erste Album von ClickClickDecker, an dem neben Hamann auch andere Musiker beteiligt waren.
In einem Interview sagte Hamann anschließend, Bade und Stangl hätten „neuen Wind“ in seine Musik gebracht. Bei den Arrangements habe er aber vor allem seine eigenen Vorstellungen umgesetzt. Insgesamt habe er sich daran gewöhnen müssen, dass die Arbeit langwieriger und nicht so spontan gewesen sei. Dennoch sei er im Rückblick sowohl mit dem Arbeitsprozess als auch dem Ergebnis sehr zufrieden. Hamann ließ jedoch offen, ob er auch in Zukunft mit einer Band aufnehmen wird.
Das Mastering übernahm Michael Schwabe, am 10. November 2008 reichte Hamann Den Umständen Entsprechend bei seinem Label Audiolith ein. Die Produktion des Albums wurde von der Initiative Musik finanziell unterstützt.

## Titelliste
1. „Es fängt an wie es aufgehört hat“
2. „Wenn Ethna wieder spuckt“
3. „An Stadt von“
4. „Händedruck am Wendepunkt“
5. „Einbahnstraße“
6. „Kümmern wir uns durch die Jahre“
7. „Im Halogen“
8. „Mit Naumanns Füßen“
9. „Weil sie uns Siezen“
10. „Dialog mit dem Tölpel“
11. „Transparent“
12. „Noch was mitzugeben“

Alle Titel wurden von Kevin Hamann getextet und komponiert.

## Veröffentlichung
Schon vor der Veröffentlichung von Den Umständen Entsprechend wurde am 12. Dezember 2008 die Download-Single „Es fängt an, wie es aufgehört hat“  veröffentlicht. Als B-Seite war „Zwischen 17 und 19 Uhr“ enthalten. Um diese zu bewerben, stellte Hamann bereits Anfang November ein Video bei YouTube ein, in dem der Sänger und Gitarrist Sascha Blohm den Song präsentiert. Auf den jungen Musiker war Hamann aufmerksam geworden, da dieser Coverversionen seiner Lieder ins Internet stellte.
Ebenfalls schon vor der Veröffentlichung konnte Den Umständen Entsprechend auf der offiziellen Website von ClickClickDecker angehört werden. Dazu musste jedoch zunächst ein Memory-Spiel gelöst werden, da Hamann dies nach eigener Aussage interessanter fand, als die Songs etwa bei MySpace zur Verfügung zu stellen. Am 30. Januar 2009 erschien das Album schließlich bei Audiolith. Das Cover zu Den Umständen Entsprechend zeigt aufeinander gestapelte Würfel, die mit Bildern heimischer Tierarten bedruckt sind.
Im März wurde mit „Händedruck am Wendepunkt“ die zweite Single als Download veröffentlicht, als B-Seite waren hier der Titel „Niemand hier“ sowie eine Akustikversion von „An Stadt von“ enthalten. Zu dieser Single wurde auch ein Musikvideo gedreht, in dem Hamann und seine Musiker zu sehen sind.
Vor Veröffentlichung der dritten Single „Dialog mit dem Tölpel“ stellte Hamann die Tonspuren im Internet zur Verfügung und forderte seine Fans auf, Remixe einzusenden. Neun davon, darunter einer der Band Frittenbude, wurden am 7. Juni 2009 mit der Single veröffentlicht, die als einzige auch auf CD erschien.

## Rezeption
Das Hamburger Abendblatt befand, Hamanns Texte seien „gewohnt poetisch und assoziationsstark“, bisweilen jedoch schwer zu entschlüsseln. Musikalisch dominierten getragene Gitarrenmelodien, kombiniert mit „elektronischen Einsprengseln“, die den Gesang gut unterstützten. Herausragend seien die Passagen, in denen allein die Gitarre und der Gesang im Vordergrund stünden.
Für die Musikzeitschrift Intro schrieb Linus Volkmann, mit den Den Umständen Entsprechend kehre Hamann wieder zum „classic Gitarrenschmerz“ zurück. Dennoch sei das Album nicht bloß eine Kopie der vorherigen Veröffentlichungen, sondern sei „musikalisch inspiriert“.